# Carrera espacial latinoamericana
La carrera espacial latinoamericana comenzó el año 2020 cuando 33 países miembros de la Comunidad de Estados Latinoamericanos y Caribeños (Celac), a través de sus respectivas agencias espaciales e instituciones públicas, decidieron desarrollar proyectos espaciales que sean de gran beneficio e impacto regional, declarando de esa manera una carrera espacial pero de forma pacífica.

## Datos

### Países latinoamericanos con agencias espaciales
En la actualidad, de los 33 países que conforman la Comunidad de Estados Latinoamericanos y Caribeños (Celac) solamente 10 países han abierto sus respectivas agencias espaciales, dedicadas específicamente al sector espacial. Entre ellos tenemos a los siguientes:
| Agencias espaciales de América Latina | Agencias espaciales de América Latina           | Agencias espaciales de América Latina | Agencias espaciales de América Latina |
| N.º                                   | Agencia espacial                                | Creada el año                         | País                                  |
| ------------------------------------- | ----------------------------------------------- | ------------------------------------- | ------------------------------------- |
| 1                                     | Comisión Nacional de Actividades Espaciales     | 1991                                  | Argentina                             |
| 2                                     | Agencia Boliviana Espacial                      | 2010                                  | Bolivia                               |
| 3                                     | Agencia Espacial Brasileña                      | 1994                                  | Brasil                                |
| 4                                     | Comisión Colombiana del Espacio                 | 2006                                  | Colombia                              |
| 5                                     | Instituto Espacial Ecuatoriano                  | 2012                                  | Ecuador                               |
| 6                                     | Agencia Espacial Mexicana                       | 2010                                  | México                                |
| 7                                     | Agencia Espacial del Paraguay                   | 2014                                  | Paraguay                              |
| 8                                     | Agencia Espacial del Perú                       | 2007                                  | Perú                                  |
| 9                                     | Agencia Bolivariana para Actividades Espaciales | 2005                                  | Venezuela                             |

### Países latinoamericanos con satélites
Solo 13 países latinoamericanos han logrado poner sus propios satélites en órbita terrestre, siendo Brasil el primero en el año 1985 y el último Paraguay en el año 2021.
Cabe mencionar que se tiene proyectado que Honduras también lo hará para el año 2023 y Panamá para el año 2024.

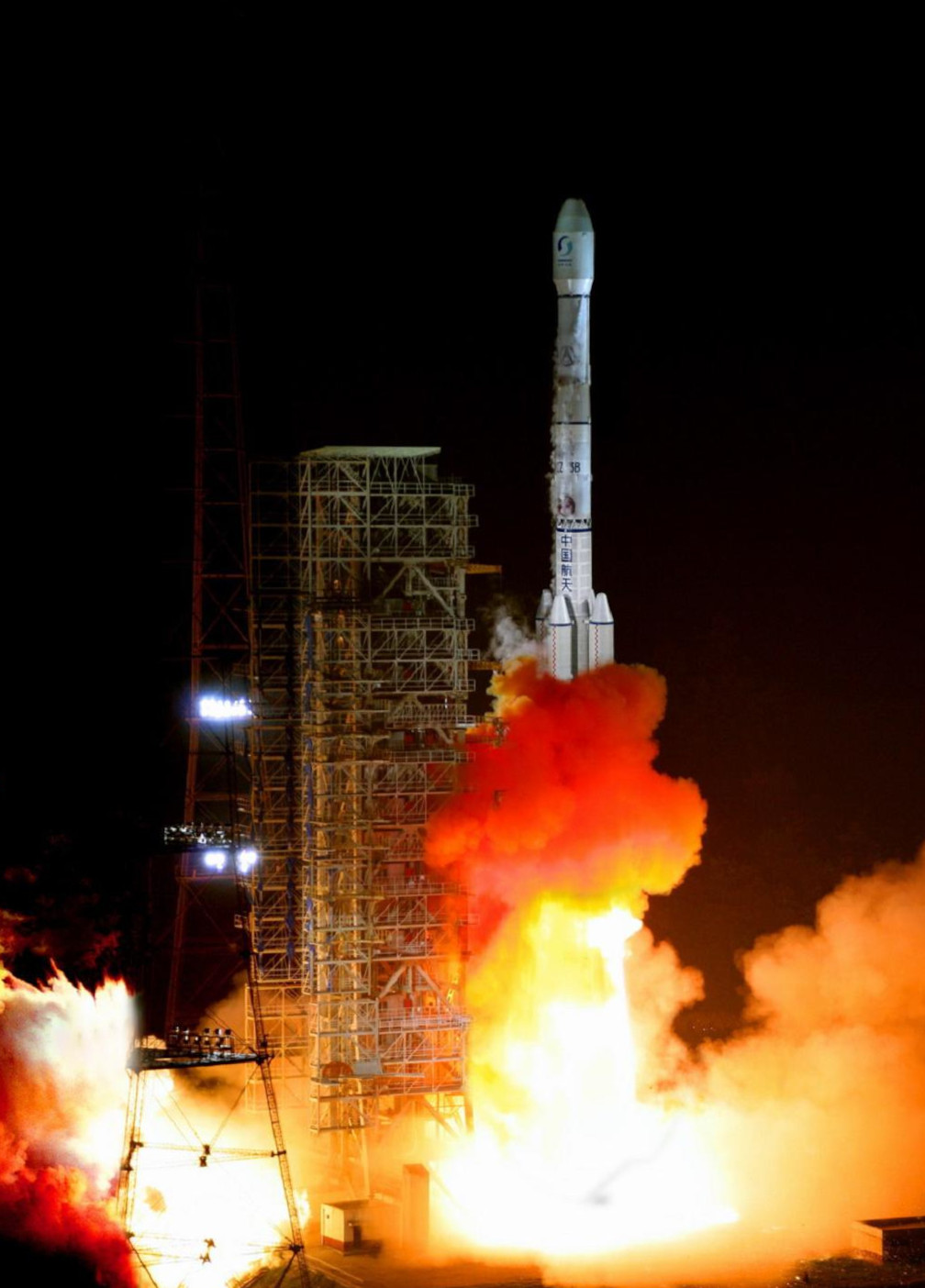
Cohete Espacial modelo "Larga Marcha 3 B/E" de fabricación china, transportando exitosamente al espacio el "Primer Satélite de Bolivia" (TKSAT-1) la noche del 20 de diciembre de 2013 desde la base china del Centro de Lanzamiento de Satélites de la ciudad de Xichang.

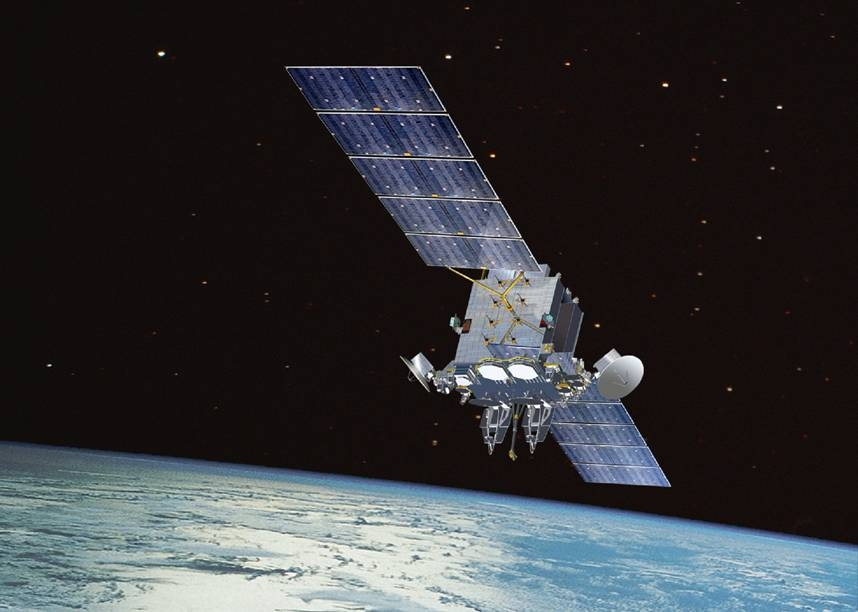
Alrededor de 13 países de América Latina ya han ingresado a la era espacial lanzando a la órbita sus propios satélites afuera del Planeta Tierra.

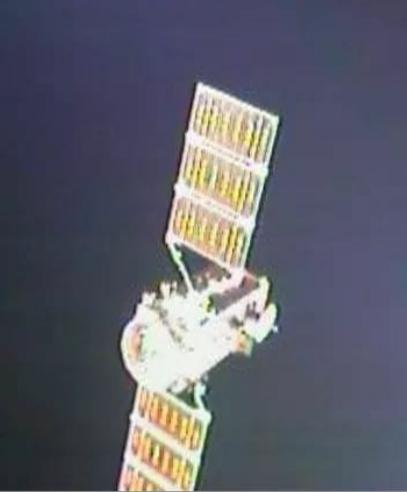
Fotografía del satélite brasileño Amazônia-1 en órbita

| Países de América Latina con satélites propios | Países de América Latina con satélites propios | Países de América Latina con satélites propios | Países de América Latina con satélites propios |
| Década de 1980 (Años 80)                       | Década de 1980 (Años 80)                       | Década de 1980 (Años 80)                       | Década de 1980 (Años 80)                       |
| N.º                                            | País                                           | Primer satélite                                | Fecha de lanzamiento                           |
| ---------------------------------------------- | ---------------------------------------------- | ---------------------------------------------- | ---------------------------------------------- |
| 1°                                             | Brasil                                         | BrasilSat A1                                   | 8 de febrero de 1985                           |
| 2°                                             | México                                         | Morelos-1                                      | 17 de junio de 1985                            |
| Década de 1990 (Años 90)                       |                                                |                                                |                                                |
| N.º                                            | País                                           | Primer satélite                                | Fecha de lanzamiento                           |
| 3°                                             | Argentina                                      | Lusat-1                                        | 8 de febrero de 1990                           |
| 4°                                             | Chile                                          | FASat-Bravo                                    | 10 de julio de 1998                            |
| Década de 2000 (Años 2000)                     |                                                |                                                |                                                |
| N.º                                            | País                                           | Primer satélite                                | Fecha de lanzamiento                           |
| 5°                                             | Colombia                                       | Libertad-1                                     | 17 de abril de 2007                            |
| 6°                                             | Venezuela                                      | Venesat-1                                      | 29 de octubre de 2008                          |
| Década de 2010 (Años 10)                       |                                                |                                                |                                                |
| N.º                                            | País                                           | Primer satélite                                | Fecha de lanzamiento                           |
| 7°                                             | Ecuador                                        | NEE-01 Pegaso                                  | 26 de abril de 2013                            |
| 8°                                             | Bolivia                                        | Túpac Katari-1                                 | 20 de diciembre de 2013                        |
| 9°                                             | Uruguay                                        | AntelSat                                       | 19 de junio de 2014                            |
| 10°                                            | Perú                                           | PeruSat-1                                      | 15 de septiembre de 2016                       |
| 11°                                            | Costa Rica                                     | Batsú-CS1                                      | 2 de abril de 2018                             |
| Década de 2020 (Años 20)                       |                                                |                                                |                                                |
| N.º                                            | País                                           | Primer satélite                                | Fecha de lanzamiento                           |
| 12°                                            | Guatemala                                      | Quetzal-1                                      | 6 de marzo de 2020                             |
| 13°                                            | Paraguay                                       | GuaraníSat-1                                   | 20 de febrero de 2021                          |
| 14°                                            | Honduras                                       | Proyecto Morazán                               | Pendiente para 2023                            |
| 15°                                            | Panamá                                         | CubeSat                                        | Pendiente para 2025                            |

### Países latinoamericanos con centros de lanzamiento
Actualmente, además del Puerto espacial de Kourou de la ESA en la Guayana Francesa, otros dos países de la región cuentan con centros de lanzamiento de vehículos espaciales.

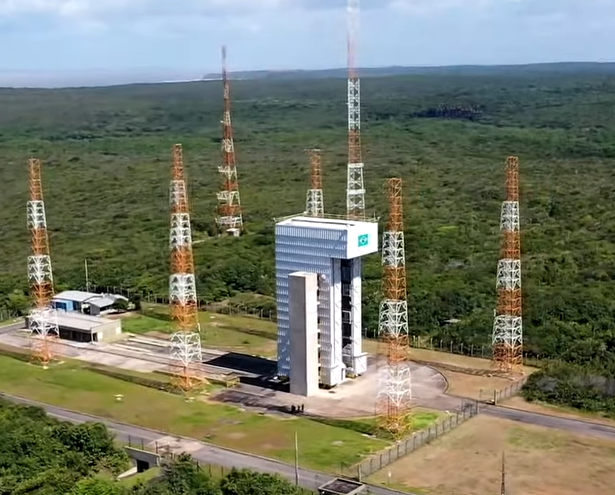
VLS Pad del CLA en Brasil

#### Argentina
- Centro Espacial Manuel Belgrano, futuro puerto espacial Argentino ubicado en la Base Naval Puerto Belgrano.
- Centro Espacial de Punta Indio, utilizado para testear los prototipos del Proyecto Tronador mientras el centro Manuel Belgrano no esté listo.

#### Brasil
- Centro de Lanzamiento de Alcântara (CLA), el centro de lanzamiento más activo después del puerto espacial europeo, con decenas de lanzamientos suborbitales y en camino de sus primeros lanzamientos orbitales.
- Centro de Lanzamiento de Barrera del Infierno (CLBI), el primero centro de lanzamiento brasileño actualmente lanza pequeños cohetes suborbitales y hace seguimientos de vuelos desde el CLA y de Kourou.

### Cohetes espaciales
Si bien ningún país de la región ha puesto aún en órbita satélites con sus propios cohetes, Brasil y Argentina son los responsables de los mayores desarrollos en materia de propulsión espacial.
Argentina ha estado desarrollando varios cohetes desde la década de 1960, como Centauro, Belisario y Canopus. El cohete Castor lanzado a fines de 1975 desde la base Vicecomodoro Marambio llevó una carga útil de 46 kg a una altura de 470 km.
Más reciente es el Gradicom II que el 2011 alcanzó una altura de 100 km, llegando a una velocidad máxima de 4900 km/h lanzado desde Chamical, Provincia de La Rioja.
Brasil produce y lanza vectores espaciales desde los años 1960 en sus dos centros de lanzamiento, los retirados cohetes Sonda llegaron a una altitude de 800 km en 1989 en vuelos suborbitales. La actual família VS contan con decenas de vuelos suborbitales desde el país y en otros como el DLR alemán y el modelo VS-40 PT-01 lanzado desde el CLA ha alcanzado la altitude de 950 con una carga útil de 500 kg en 1993. Brasil también ha puesto en vuelo a su primero motor Scramjet desarrollado para el vehículo hipersónico 14-X, lanzado desde el CLA en 2021 (Operação Cruzeiro).
Tras los reveses de los lanzamientos de los orbitadores VLS el país centra sus esfuerzos en cohetes orbitadores en el proyecto VLM-1 para el lanzamiento de cargas útiles especiales o microsatélites en órbitas bajas (OTB) ecuatoriales, polares o de reentrada. El octubre de 2021, se llevó a cabo una prueba de combustión estática del motor S50 en banco de pruebas, que se consideró un éxito. Inicialmente está previsto el vuelo inaugural para el 2025.

### Primera misión conjunta Brasil-Argentina
A un cohete VS-30 cabe el mérito de haber sido el vehículo de la primera misión espacial conjunta entre Brasil y Argentina en el 16 de diciembre de 2007. 
El despegue del cohete tuvo lugar a las 06:15 hora local (09.15 GMT), desde el Centro de Lanzamiento de Barrera del Infierno - (CLBI), en el estado brasileño de Río Grande do Norte. 
En el vuelo del cohete de fabricación brasileña, de 8 metros de longitud y 1.500 kilos de peso, realizó un vuelo suborbital a una altitud de 121 kilómetros. A esa cota, en un ambiente de gravedad casi nula, se realizaron varios experimentos científicos elaborados por instituciones argentinas y también se puso a prueba un sistema de rastreo por el sistema GPS desarrollado por una universidad brasileña. 
Tras el vuelo, el cohete cayó al mar, a 120 kilómetros de la costa, donde fue rescatado por un contingente de la Fuerza Aérea Brasileña, que participó con dos helicópteros Black Hawk, y un equipo de submarinistas, como estaba planeado.
La Agencia Espacial Brasileña tiene previsto multiplicar este tipo de misiones con fines científicos, desde esta base y desde el Centro de Lanzamiento de Alcântara, en el estado de Maranhão, en el nordeste del país y próxima a la línea del ecuador, lo que puede abaratar los vuelos, y está preparada para lanzar cohetes de mayores dimensiones.